# Francesco Mario Pagano
Francesco Mario Pagano, född 8 december 1748 i Brienza i Kungariket Sicilien, död 29 oktober 1799 i Neapel i Kungariket Sicilien var en italiensk jurist och författare. Han anses vara en av Italiens största tänkare under Upplysningstiden. Han var en reformist och anses vara en av grundtankarna till Italiens enande.

## Biografi
Francesco Mario Pagano föddes i staden Brienza i den södra delen av provinsen Potenza i Italien. Han studerade vid universitetet Federico II i Neapel. Vid 20 års ålder blev han lektor i etik där. Pagano var god vän till Gaetano Filangieri och båda deltog i frimurerimöten och han utnämndes till ledare över Napolitanska Logen. Pagano var en av de män som bidrog till att Italien blomstrade både kulturellt och vetenskapligt under slutet av 1700-talet och han hjälpte till att reformera södra Italien.
Hans verk Saggi politici (1783–1785) handlar om Kungariket Siciliens historia och han argumenterade mot tortyr och dödsstraff och förespråkade milda straff. Considerazioni sul processo criminale gjorde honom känd även utomlands. Den franska tidningen Le Moniteur Universel (den viktigaste tidningen i revolutionens Frankrike) gav honom mycket beröm för sina tankar.
1794 försvarade han Vincenzo Galiani, Vincenzo Vitaliani och Emanuele De Deo som hade dömts till döden för att ha konspirerat mot kung Ferdinand IV. Det ledde till att de  Pagano berövades sin professorstitel, arresterades och utvisades ur kungariket.  Han återvände 1799 för skriva grundlagen till den kortvariga Parthenopeiska republiken och avrättades då republiken föll samma år. 
Paganos andra juridiska och filosofiska verk var Progetto di Costituzione della Repubblica napoletana, Sul processo criminale, Esame politico dell’intera legislazione romana, och Discorso sull’origine e natura della poesia. Han översatte även verk från grekiska och latin och skrev sex tragedier (Gerbino, Agamennone, Corradino, Gli esuli tebani, Prometeo, och Teodosio) och en komedi (Emilia).

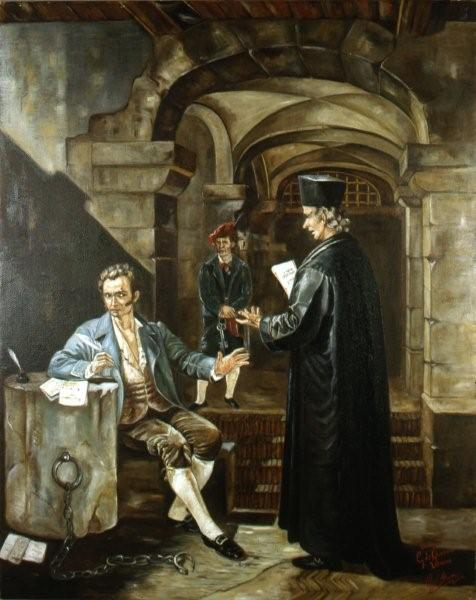
När Francesco Mario Pagano får reda på sin dödsdom.